# Verdelot
Verdelot és un municipi francès, situat al departament de Sena i Marne i a la regió de Illa de França. L'any 2007 tenia 742 habitants.
Forma part del cantó de Coulommiers, del districte de Provins i de la Comunitat de comunes dels Deux Morin.

## Demografia

### Població
El 2007 la població de fet de Verdelot era de 742 persones. Hi havia 282 famílies, de les quals 61 eren unipersonals (45 homes vivint sols i 16 dones vivint soles), 90 parelles sense fills, 102 parelles amb fills i 29 famílies monoparentals amb fills.
La població ha evolucionat segons el següent gràfic:
Habitants censats

### Habitatges
El 2007 hi havia 400 habitatges, 284 eren l'habitatge principal de la família, 99 eren segones residències i 17 estaven desocupats. 342 eren cases i 21 eren apartaments. Dels 284 habitatges principals, 224 estaven ocupats pels seus propietaris, 51 estaven llogats i ocupats pels llogaters i 9 estaven cedits a títol gratuït; 2 tenien una cambra, 10 en tenien dues, 38 en tenien tres, 70 en tenien quatre i 163 en tenien cinc o més. 234 habitatges disposaven pel capbaix d'una plaça de pàrquing. A 132 habitatges hi havia un automòbil i a 126 n'hi havia dos o més.

### Piràmide de població
La piràmide de població per edats i sexe el 2009 era:
| Homes | Edats   | Dones |
| ----- | ------- | ----- |
| 0     | 95 o +  | 0     |
| 4     | 90 a 94 | 0     |
| 0     | 85 a 89 | 12    |
| 4     | 80 a 84 | 8     |
| 4     | 75 a 79 | 16    |
| 16    | 70 a 74 | 20    |
| 16    | 65 a 69 | 16    |
| 20    | 60 a 64 | 24    |
| 8     | 55 a 59 | 20    |
| 28    | 50 a 54 | 36    |
| 16    | 45 a 49 | 8     |
| 32    | 40 a 44 | 8     |
| 24    | 35 a 39 | 32    |
| 36    | 30 a 34 | 24    |
| 12    | 25 a 29 | 12    |
| 12    | 20 a 24 | 4     |
| 20    | 15 a 19 | 8     |
| 48    | 10 a 14 | 12    |
| 24    | 5 a 9   | 20    |
| 36    | 0 a 4   | 8     |

## Economia
El 2007 la població en edat de treballar era de 461 persones, 343 eren actives i 118 eren inactives. De les 343 persones actives 304 estaven ocupades (173 homes i 131 dones) i 39 estaven aturades (22 homes i 17 dones). De les 118 persones inactives 35 estaven jubilades, 36 estaven estudiant i 47 estaven classificades com a «altres inactius».

### Ingressos
El 2009 a Verdelot hi havia 282 unitats fiscals que integraven 724 persones, la mediana anual d'ingressos fiscals per persona era de 18.119,5 €.

### Activitats econòmiques
Dels 32 establiments que hi havia el 2007, 1 era d'una empresa alimentària, 1 d'una empresa de fabricació d'altres productes industrials, 9 d'empreses de construcció, 6 d'empreses de comerç i reparació d'automòbils, 4 d'empreses d'hostatgeria i restauració, 1 d'una empresa financera, 1 d'una empresa immobiliària, 8 d'empreses de serveis i 1 d'una empresa classificada com a «altres activitats de serveis».
Dels 10 establiments de servei als particulars que hi havia el 2009, 1 era un taller de reparació d'automòbils i de material agrícola, 2 paletes, 3 fusteries, 1 lampisteria, 1 electricista i 2 restaurants.
Dels 3 establiments comercials que hi havia el 2009, 2 eren botiges de menys de 120 m² i 1 una botiga d'electrodomèstics.
L'any 2000 a Verdelot hi havia 33 explotacions agrícoles que ocupaven un total de 3.050 hectàrees.

## Equipaments sanitaris i escolars
El 2009 hi havia una escola elemental integrada dins d'un grup escolar amb les comunes properes formant una escola dispersa.

## Poblacions més properes
El següent diagrama mostra les poblacions més properes.